# 산다니엘레 햄
산다니엘레 햄(San Daniele+ham)은 이탈리아 프리울리베네치아줄리아주의 도시인 산다니엘레델프리울리에서 만들어지는 건식 염지 생햄이다. 프로슈토의 일종이며, 프로슈토 디 산다니엘레(이탈리아어: prosciutto di San Daniele)라는 이름은 1996년 6월 21일부터 유럽연합의 원산지 명칭 보호(PDO)를 받는다.

## 같이 보기
- 프로슈토